# James Broadhurst
James P. Broadhurst (Kaitaia, 1º dicembre 1987) è un ex rugbista a 15 neozelandese, che giocava nel ruolo di seconda linea. A livello internazionale detiene una presenza con la Nuova Zelanda.

## Biografia
Nato in Nuova Zelanda ma con un nonno australiano, Broadhurst, che ha un altro fratello, Michael, professionista nel rugby a 15, rifiutò nel 2010 un trasferimento a Sydney che gli avrebbe fatto perdere la possibilità di giocare negli All Blacks; a tale data vantava già 2 titoli del National Provincial Championship con Canterbury e la convocazione nelle varie rappresentative nazionali giovanili neozelandesi.
Invece di scegliere l'Australia, Broadhurst firmò un contratto con la provincia di Taranaki ed entrò nella franchise di Super Rugby degli Hurricanes.
Nel 2014 Broadhurst vinse con Taranaki il suo terzo NPC, ma prima assoluta nella storia della selezione provinciale e, nel 2015, risaltò a 27 anni all'attenzione del C.T. degli All Blacks Steve Hansen che lo fece esordire nel corso del Championship a Johannesburg contro il Sudafrica (vittoria 27-20).
Nell'aprile del 2017 annunciò il ritiro dal rugby giocato a causa della difficoltà nel guarire dai postumi di un trauma cranico sofferto durante una partita nel 2015.

## Palmarès
- National Provincial Championship: 3
Canterbury: 2008, 2009
Taranaki: 2014